# Monocrotofos
Monocrotofos is de triviale naam voor dimethyl(E)-1-methyl-2-(methylcarbamoyl)vinylfosfaat, een organische verbinding met als brutoformule C7H14NO5P. De stof bestaat uit kleurloze wateraantrekkende kristallen, die worden gebruikt als insecticide.
De stof is extreem toxisch, voornamelijk voor vogels en mensen, en brandbaar in bepaalde omstandigheden.

## Synthese
Monocrotofos kan bereid worden uit diketeen. Door additie van methylamine ontstaat N-methylacetoaceetamide, dat door reactie met sulfurylchloride en een daaropvolgende Perkow-reactie met trimethylfosfaat wordt omgezet naar monocrotofos:
Deze synthesemethode levert een mengsel van een cis- en trans-isomeer op, waarbij de hoeveelheid cis-monocrotofos overweegt.

## Toxicologie en veiligheid
De stof ontleedt bij verhitting of bij verbranding met vorming van giftige en irriterende dampen, waaronder stikstofoxiden en fosforoxiden. Monocrotofos tast ook ijzer, staal en koper aan.